# Basketball-Europameisterschaft 2005/Qualifikation
Diese Seite beschreibt die Qualifikation zur Basketball-Europameisterschaft 2005 der Männer. An der Qualifikation um die 11 freien Plätze nahmen insgesamt 34 Nationalmannschaften teil. Im Rahmen der Qualifikation zur Basketball-Europameisterschaft 2005 wurde ein neues Qualifikationssystem eingeführt. Die Teams wurden dafür in eine Division A und eine Division B eingeteilt. In die Division A wurden die stärkeren Teams eingeteilt, die um die Qualifikation zur EM spielten.

## Modus
Insgesamt nahmen 16 Mannschaften an der EuroBasket 2005 teil, die sich auf unterschiedliche Weise für das Turnier qualifizierten:
- Serbien-Montenegro war als Gastgeber automatisch gesetzt.

- Die fünf europäischen Teilnehmer am Basketball-Turnier der Olympischen Sommerspiele 2004 – Litauen, Spanien, Italien, Griechenland und Serbien-Montenegro (bereits als Gastgeber qualifiziert) waren direkt für die EuroBasket 2005 qualifiziert.

- Die weiteren elf Teilnehmer wurden im Rahmen der Division A ermittelt. Zehn Teilnehmer qualifizierten sich in der ersten Qualifikationsrunde der Division A. Als 16. und letztes Team konnte sich Israel in dem zusätzlichen Qualifikationsturnier der Division A die Teilnahme an der EM sichern.

- Parallel zu Division A wurde auch die Division B ausgespielt. Die beiden Erstplatzierten der Division B (Dänemark und Mazedonien) ersetzen die beiden Absteiger aus der Division A (Niederlande und Polen) in der kommenden Austragung der Division A, die zur Ermittlung der Teilnehmer an der EM 2007 genutzt wird.

## Division A

### Qualifikationsrunde (Qualifying Round)
In der Qualifikationsrunde wurden 19 Teams in vier Gruppen zu vier Teams und einer Gruppe zu drei Teams ausgelost. Jeweils die beiden Ersten der fünf Gruppen qualifizierten sich für das Finalturnier.

#### Gruppe A
| Platz | Team     | Spiele | Siege | Niederl. | Punkte  | Körbe | Diff |
| ----- | -------- | ------ | ----- | -------- | ------- | ----- | ---- |
| 1     | Kroatien | 4      | 3     | 1        | 312:268 | +44   | 7    |
| 2     | Russland | 4      | 3     | 1        | 327:296 | +31   | 7    |
| 3     | Schweden | 4      | 0     | 4        | 275:350 | −75   | 4    |

#### Gruppe B
| Platz | Team      | Spiele | Siege | Niederl. | Punkte  | Körbe | Diff |
| ----- | --------- | ------ | ----- | -------- | ------- | ----- | ---- |
| 1     | Lettland  | 6      | 4     | 2        | 517:451 | +66   | 10   |
| 2     | Bulgarien | 6      | 4     | 2        | 487:495 | −08   | 10   |
| 3     | Israel    | 6      | 3     | 3        | 471:467 | +04   | 9    |
| 4     | Portugal  | 6      | 1     | 5        | 473:535 | −62   | 7    |

#### Gruppe C
| Platz | Team        | Spiele | Siege | Niederl. | Punkte  | Körbe | Diff |
| ----- | ----------- | ------ | ----- | -------- | ------- | ----- | ---- |
| 1     | Deutschland | 6      | 6     | 0        | 501:405 | +96   | 12   |
| 2     | Ukraine     | 6      | 3     | 3        | 448:495 | −47   | 9    |
| 3     | Ungarn      | 6      | 2     | 4        | 495:475 | +20   | 8    |
| 4     | Belgien     | 6      | 1     | 5        | 463:532 | −69   | 7    |

#### Gruppe D
| Platz | Team       | Spiele | Siege | Niederl. | Punkte  | Körbe | Diff |
| ----- | ---------- | ------ | ----- | -------- | ------- | ----- | ---- |
| 1     | Frankreich | 6      | 5     | 1        | 510:445 | +65   | 11   |
| 2     | Slowenien  | 6      | 5     | 1        | 474:415 | +59   | 11   |
| 3     | Tschechien | 6      | 1     | 5        | 447:502 | −55   | 6    |
| 4     | Polen      | 6      | 1     | 5        | 424:493 | −69   | 6    |

#### Gruppe E
| Platz | Team                    | Spiele | Siege | Niederl. | Punkte   | Körbe | Diff |
| ----- | ----------------------- | ------ | ----- | -------- | -------- | ----- | ---- |
| 1     | Türkei                  | 6      | 6     | 0        | 4654:363 | +102  | 12   |
| 2     | Bosnien und Herzegowina | 6      | 4     | 2        | 454:420  | +034  | 17   |
| 3     | Niederlande             | 6      | 1     | 5        | 406:481  | −075  | 7    |
| 4     | Estland                 | 6      | 1     | 5        | 428:489  | −061  | 7    |

### Zusätzliche Qualifikationsrunde (Additional Qualifying Round Games)
In der zusätzlichen Qualifikationsrunde spielten die neun Teams, die sich bisher nicht qualifizieren konnten, in drei Gruppen zu drei Teams. Die Erstplatzierten der drei Gruppen qualifizierten sich für die Endrunde der zusätzlichen Qualifikationsrunde. Die Drittplatzierten spielten die zwei Absteiger in die Division B aus.

#### Gruppe A
| Platz | Team       | Spiele | Siege | Niederl. | Punkte  | Körbe | Diff |
| ----- | ---------- | ------ | ----- | -------- | ------- | ----- | ---- |
| 1     | Tschechien | 4      | 4     | 0        | 313:271 | +42   | 8    |
| 2     | Estland    | 4      | 1     | 3        | 293:298 | −05   | 5    |
| 3     | Polen      | 4      | 1     | 3        | 255:292 | −37   | 5    |

#### Gruppe B
| Platz | Team        | Spiele | Siege | Niederl. | Punkte  | Körbe | Diff |
| ----- | ----------- | ------ | ----- | -------- | ------- | ----- | ---- |
| 1     | Israel      | 4      | 4     | 0        | 319:280 | +39   | 8    |
| 2     | Belgien     | 4      | 2     | 2        | 280:262 | +18   | 6    |
| 3     | Niederlande | 4      | 0     | 4        | 252:309 | −57   | 4    |

#### Gruppe C
| Platz | Team     | Spiele | Siege | Niederl. | Punkte  | Körbe | Diff |
| ----- | -------- | ------ | ----- | -------- | ------- | ----- | ---- |
| 1     | Ungarn   | 4      | 3     | 1        | 306:293 | +13   | 7    |
| 2     | Portugal | 4      | 2     | 2        | 303:302 | +01   | 6    |
| 3     | Schweden | 4      | 1     | 3        | 279:293 | −14   | 5    |

### Endrunde der zusätzlichen Qualifikationsrunde (Additional Qualifying Tournament)
In der Endrunde der zusätzlichen Qualifikationsrunde spielten die drei Erstplatzierten der zusätzlichen Qualifikationsrunde um die Qualifikation zum EM-Endrunde. Nur der Sieger dieser Runde qualifizierte sich dafür als letztes Team.
| Platz | Team       | Spiele | Siege | Niederl. | Punkte  | Körbe | Diff |
| ----- | ---------- | ------ | ----- | -------- | ------- | ----- | ---- |
| 1     | Israel     | 2      | 2     | 0        | 166:147 | +19   | 4    |
| 2     | Ungarn     | 2      | 1     | 1        | 153:162 | −09   | 3    |
| 3     | Tschechien | 2      | 0     | 2        | 157:167 | −10   | 2    |

### Abstiegsrunde (Relegation Tournament)
In der Abstiegsrunde spielten die drei Drittplatzierten der zusätzlichen Qualifikationsrunde um den Verbleib in der Division A. Nur der Sieger dieser Runde spielte auch in der Qualifikation zur Basketball-EM 2007 in der obersten Division. Dort konnte sich die schwedische Nationalmannschaft den Verbleib in der Division A sichern. Die Niederlande und Polen spielten im Rahmen der Qualifikation zur EM 2007 nur in der Division B.

## Division B
In der Division B konnten das dänische und das mazedonische Team den Aufstieg in die Division A erringen.